# Speedway Ekstraliga (2007)
Ekstraliga żużlowa 2007 – ósmy, od czasu uruchomienia Ekstraligi i 60. w historii, sezon rozgrywek najwyższego szczebla o drużynowe mistrzostwo Polski na żużlu. Tytułu mistrza Polski z sezonu 2006 broniła drużyna WTS Wrocław.
Rozgrywki Ekstraligi żużlowej w sezonie 2007 po raz pierwszy w historii prowadzone były przez ligę zawodową pod szyldem Ekstraliga Żużlowa sp. z o.o.

## Wymogi licencyjne
- Kluby musiały występować jako zarejestrowane sportowa spółki akcyjne (SSA)
- Każdy klub musiał mieć ustalony budżet przed sezonem
- Na stadionie musiało być zamontowane min. 5000 krzesełek plastikowych
- Stadion musiał być oświetlony (na torze min. 900 luksów natomiast w parku maszyn min. 400 luksów)
- Stadion musiał posiadać dmuchane bandy pneumatyczne
- Stadion musiał posiadać minimum jedną zadaszoną trybunę prasową

## Patroni medialni
Wspólnicy zaakceptowali przedstawione przez Zarząd zakresy świadczeń trzech Patronów Medialnych. Wartość łączna świadczeń to ok. 3 000 000 zł. Sponsorami Ekstraligi 2007 byli:
- Radio Eska
- portal Wirtualna Polska
- Przegląd Sportowy[2]

## Zespoły
Kluby Ekstraligi żużlowej 2007
- 19 grudnia 2006:

Żużlowy Klub Sportowy Polonia Bydgoszcz S.A.
- 9 stycznia 2007:

Częstochowski Klub Motocyklowy Włókniarz Spółka Akcyjna
Unia Tarnów Żużlowa Sportowa Spółka Akcyjna
- 30 stycznia 2007:

Klub Sportowy Toruń Unibax Spółka Akcyjna
Unia Leszno Sportowa Spółka Akcyjna
- 30 marca 2007:

Marma – Stal Rzeszów Sportowa Spółka Akcyjna
Zielonogórski Klub Żużlowy Sportowa Spółka Akcyjna (beniaminek)
- 6 kwietnia 2007:

Wrocławski Klub Sportowy Sportowa Spółka Akcyjna (mistrz)

## Sędziowie
8 marca 2007 Zarząd spółki Ekstraliga Żużlowa ogłosił listę siedmiu sędziów, którzy będą prowadzić mecze Ekstraligi w sezonie 2007. Sędziowie wcześniej odbyli seminarium zakończone egzaminem. Alfabetyczna lista sędziów:
- Ryszard Bryła
- Leszek Demski
- Wojciech Grodzki
- Artur Kuśmierz
- Tomasz Proszowski
- Maciej Spychała
- Marek Wojaczek
- Piotr Lis (sędzia rezerwowy)

## Runda zasadnicza

### Tabela
| Poz. | Drużyna                       | M  | Z  | R | P | B | Pkt | +/-  | Kwalifikacja lub spadek |
| ---- | ----------------------------- | -- | -- | - | - | - | --- | ---- | ----------------------- |
| 1    | Unibax Toruń                  | 14 | 10 | 1 | 3 | 7 | 28  | +121 | Awans do Play-off       |
| 2    | Unia Leszno (M)               | 14 | 9  | 0 | 5 | 5 | 23  | +79  | Awans do Play-off       |
| 3    | Marma Polskie Folie Rzeszów   | 14 | 8  | 0 | 6 | 2 | 18  | −10  | Awans do Play-off       |
| 4    | Atlas Wrocław                 | 14 | 6  | 0 | 8 | 4 | 16  | +33  | Awans do Play-off       |
| 5    | Złomrex-Włókniarz Częstochowa | 14 | 6  | 0 | 8 | 4 | 16  | −35  | Awans do Play-off       |
| 6    | Unia Tarnów                   | 14 | 5  | 1 | 8 | 3 | 14  | −42  | Awans do Play-off       |
| 7    | ZKŻ Kronopol Zielona Góra     | 14 | 6  | 1 | 7 | 1 | 14  | −61  | Baraż o utrzymanie      |
| 8    | Polonia Bydgoszcz (S)         | 14 | 4  | 1 | 9 | 2 | 11  | −85  | Spadek do PLŻ 1.        |

1. 1 2  Punkty w meczach bezpośrednich: Wrocław: 3, Częstochowa: 2.
2. 1 2  Punkty w meczach bezpośrednich: Tarnów 3, Zielona Góra 2.

### Terminarz
Terminarz został zatwierdzony przez spółkę Ekstraliga Żużlowa 19 grudnia 2006.
| Data        | Gospodarz                     | Wynik | Gość                          | Uwagi                                                                                 |
| ----------- | ----------------------------- | ----- | ----------------------------- | ------------------------------------------------------------------------------------- |
| 8 kwietnia  | Kronopol Zielona Góra         | 43:46 | Polonia Bydgoszcz             | awansem z 9 kwietnia                                                                  |
| 9 kwietnia  | Złomrex Włókniarz Częstochowa | 58:35 | Marma – Stal Rzeszów          |                                                                                       |
| 9 kwietnia  | Unibax Toruń                  | 49:44 | Unia Leszno                   |                                                                                       |
| 9 kwietnia  | Unia Tarnów                   | 46:44 | Atlas Wrocław                 |                                                                                       |
| 15 kwietnia | Unia Leszno                   | 52:41 | Unia Tarnów                   |                                                                                       |
| 15 kwietnia | Polonia Bydgoszcz             | 48:42 | Złomrex Włókniarz Częstochowa |                                                                                       |
| 15 kwietnia | Atlas Wrocław                 | 58:35 | Unibax Toruń                  |                                                                                       |
| 15 kwietnia | Marma – Stal Rzeszów          | 55:34 | Kronopol Zielona Góra         |                                                                                       |
| 22 kwietnia | Unia Leszno                   | 53:40 | Złomrex Włókniarz Częstochowa |                                                                                       |
| 22 kwietnia | Unibax Toruń                  | 52:41 | Kronopol Zielona Góra         |                                                                                       |
| 22 kwietnia | Atlas Wrocław                 | 52:40 | Marma – Stal Rzeszów          |                                                                                       |
| 22 kwietnia | Unia Tarnów                   | 49:41 | Polonia Bydgoszcz             |                                                                                       |
| 29 kwietnia | Złomrex Włókniarz Częstochowa | 39:54 | Unibax Toruń                  |                                                                                       |
| 29 kwietnia | Polonia Bydgoszcz             | 40:49 | Unia Leszno                   |                                                                                       |
| 29 kwietnia | Kronopol Zielona Góra         | 49:41 | Altas Wrocław                 |                                                                                       |
| 29 kwietnia | Marma – Stal Rzeszów          | 47:43 | Unia Tarnów                   | 57. derby                                                                             |
| 3 maja      | Unia Leszno                   | 50:40 | Kronopol Zielona Góra         |                                                                                       |
| 3 maja      | Atlas Wrocław                 | 59:30 | Polonia Bydgoszcz             |                                                                                       |
| 3 maja      | Unia Tarnów                   | 44:46 | Złomrex Włókniarz Częstochowa |                                                                                       |
| 6 maja      | Unibax Toruń                  | 60:32 | Polonia Bydgoszcz             | 73. derby                                                                             |
| 6 maja      | Kronopol Zielona Góra         | 48:43 | Unia Tarnów                   |                                                                                       |
| 6 maja      | Marma – Stal Rzeszów          | 49:41 | Unia Leszno                   |                                                                                       |
| 13 maja     | Unibax Toruń                  | 54:39 | Marma – Stal Rzeszów          | z 3 maja                                                                              |
| 13 maja     | Złomrex Włókniarz Częstochowa | 50:42 | Atlas Wrocław                 | z 6 maja (opady deszczu)                                                              |
| 16 maja     | Kronopol Zielona Góra         | 46:44 | Złomrex Włókniarz Częstochowa | awansem z 20 maja – start Sucheckiego i Ułamka w IME.                                 |
| 20 maja     | Unia Leszno                   | 50:43 | Atlas Wrocław                 |                                                                                       |
| 20 maja     | Polonia Bydgoszcz             | 42:48 | Marma – Stal Rzeszów          |                                                                                       |
| 20 maja     | Unia Tarnów                   | 45:45 | Unibax Toruń                  |                                                                                       |
| 27 maja     | Złomrex Włókniarz Częstochowa | 47:43 | Kronopol Zielona Góra         |                                                                                       |
| 27 maja     | Unibax Toruń                  | 58:35 | Unia Tarnów                   |                                                                                       |
| 27 maja     | Atlas Wrocław                 | 42:47 | Unia Leszno                   |                                                                                       |
| 27 maja     | Marma – Stal Rzeszów          | 52:39 | Polonia Bydgoszcz             |                                                                                       |
| 10 czerwca  | Unia Leszno                   | 55:35 | Marma – Stal Rzeszów          |                                                                                       |
| 10 czerwca  | Polonia Bydgoszcz             | 58:34 | Unibax Toruń                  | 74. derby                                                                             |
| 10 czerwca  | Atlas Wrocław                 | 54:39 | Złomrex Włókniarz Częstochowa |                                                                                       |
| 22 czerwca  | Złomrex Włókniarz Częstochowa | 50:43 | Unia Tarnów                   |                                                                                       |
| 22 czerwca  | Polonia Bydgoszcz             | 41:49 | Atlas Wrocław                 |                                                                                       |
| 22 czerwca  | Kronopol Zielona Góra         | 47:43 | Unia Leszno                   |                                                                                       |
| 22 czerwca  | Marma – Stal Rzeszów          | 50:40 | Unibax Toruń                  |                                                                                       |
| 27 czerwca  | Unia Tarnów                   | 51:39 | Kronopol Zielona Góra         | przełożony z 10 czerwca z powodu wypadku awionetki z Holtą i T. Gollobem na pokładzie |
| 6 lipca     | Unia Leszno                   | 54:36 | Polonia Bydgoszcz             |                                                                                       |
| 6 lipca     | Unia Tarnów                   | 48:42 | Marma – Stal Rzeszów          | 58. derby                                                                             |
| 22 lipca    | Złomrex Włókniarz Częstochowa | 38:55 | Unia Leszno                   |                                                                                       |
| 22 lipca    | Polonia Bydgoszcz             | 51:40 | Unia Tarnów                   |                                                                                       |
| 22 lipca    | Kronopol Zielona Góra         | 33:57 | Unibax Toruń                  |                                                                                       |
| 22 lipca    | Marma – Stal Rzeszów          | 47:46 | Atlas Wrocław                 |                                                                                       |
| 29 lipca    | Złomrex Włókniarz Częstochowa | 50:40 | Polonia Bydgoszcz             |                                                                                       |
| 29 lipca    | Unibax Toruń                  | 40:0  | Atlas Wrocław                 | walkower                                                                              |
| 29 lipca    | Kronopol Zielona Góra         | 48:45 | Marma – Stal Rzeszów          |                                                                                       |
| 29 lipca    | Unia Tarnów                   | 51:39 | Unia Leszno                   |                                                                                       |
| 1 sierpnia  | Unibax Toruń                  | 54:39 | Złomrex Włókniarz Częstochowa | przełożony z 6 lipca                                                                  |
| 2 sierpnia  | Altas Wrocław                 | 44:46 | Kronopol Zielona Góra         | przełożony z 6 lipca                                                                  |
| 5 sierpnia  | Unia Leszno                   | 44:46 | Unibax Toruń                  |                                                                                       |
| 5 sierpnia  | Polonia Bydgoszcz             | 45:45 | Kronopol Zielona Góra         |                                                                                       |
| 5 sierpnia  | Atlas Wrocław                 | 56:37 | Unia Tarnów                   |                                                                                       |
| 5 sierpnia  | Marma – Stal Rzeszów          | 48:42 | Złomrex Włókniarz Częstochowa |                                                                                       |

## Runda finałowa
- I runda
  - 12 sierpnia
  - 26 sierpnia
- II runda
  - 2 września
  - 16 września
- III runda
  - 30 września
  - 7 października

### Pierwsza szóstka
Terminarz i wyniki
| Data           | Gospodarz             | Wynik | Gość                  | Uwagi                                                                      |
| -------------- | --------------------- | ----- | --------------------- | -------------------------------------------------------------------------- |
| 12 sierpnia    | Unia Tarnów           | 41:51 | Unibax Toruń          |                                                                            |
| 16 sierpnia    | Włókniarz Częstochowa | 45:48 | Unia Leszno           | przełożony z 12 sierpnia                                                   |
| 12 sierpnia    | Atlas Wrocław         | 48:42 | Marma Rzeszów         |                                                                            |
| 30 sierpnia    | Unibax Toruń          | 56:37 | Unia Tarnów           | przełożony z 26 sierpnia (mecz przerwano z powodu deszczu przy stanie 6:6) |
| 26 sierpnia    | Unia Leszno           | 48:42 | Włókniarz Częstochowa |                                                                            |
| 26 sierpnia    | Marma Rzeszów         | 51:42 | Atlas Wrocław         |                                                                            |
| 2 września     | Atlas Wrocław         | 44:45 | Unibax Toruń          | półfinał                                                                   |
| 2 września     | Marma Rzeszów         | 42:48 | Unia Leszno           | półfinał                                                                   |
| 16 września    | Unibax Toruń          | 47:43 | Atlas Wrocław         | półfinał – rewanż                                                          |
| 16 września    | Unia Leszno           | 51:39 | Marma Rzeszów         | półfinał – rewanż                                                          |
| 30 września    | Unia Leszno           | 49:41 | Unibax Toruń          | finał                                                                      |
| 30 września    | Atlas Wrocław         | 60:31 | Marma Rzeszów         | mecz o 3. miejsce                                                          |
| 7 października | Unibax Toruń          | 44:46 | Unia Leszno           | finał – rewanż                                                             |
| 7 października | Marma Rzeszów         | 35:54 | Atlas Wrocław         | mecz o 3. miejsce – rewanż                                                 |

### Baraż o utrzymanie
| Data        | Gospodarz         | Wynik | Gość              | Uwagi |
| ----------- | ----------------- | ----- | ----------------- | ----- |
| 2 września  | Polonia Bydgoszcz | 44:46 | ZKŻ Zielona Góra  |       |
| 16 września | ZKŻ Zielona Góra  | 55:35 | Polonia Bydgoszcz |       |

## Tabela końcowa
| Miejsce | Zespół                |
| 1       | Unia Leszno           |
| 2       | KS Toruń              |
| 3       | WTS Wrocław           |
| 4       | Marma Rzeszów         |
| 5       | Włókniarz Częstochowa |
| 6       | Unia Tarnów           |
| 7       | ZKŻ Zielona Góra      |
| 8       | Polonia Bydgoszcz     |

## Baraże o utrzymanie
Zgodnie zasadami, w barażu brały udział siódma drużyna Ekstraligi i wicemistrz I ligi.
- 7 października (gospodarzem zespół z I ligi)
- 14 października – rewanż